# Maka (cantante)
Francisco Javier Rodríguez Morales (Granada, 10 de diciembre de 1985), más conocido por su nombre artístico Maka, es un cantante y compositor español. Su estilo musical es una fusión de flamenco, hip hop español y reguetón. El vídeo musical de su canción "El Arte de Vivir" ha sido visto más de noventa millones de veces en YouTube.

## Discografía
- Aura (2025)[5]
- Gloria Bendita (2023)
- Detrás de esta pinta hay un flamenco (2021)[6]
- Maldiciones (2020)
- Bendiciones (2020)
- Dvende (2018)
- Alma (2016)
- Raíces (2016)
- Pvreza (2015)
- Makanudo (2015)
- PNA (2014)[3]
- Quién